# Kenji Tochio
Kenji Tochio (26 maggio 1941) è un ex calciatore giapponese, di ruolo difensore.

## Statistiche

### Presenze e reti nei club
| Stagione | Squadra                  | Campionato | Campionato | Campionato |
| Stagione | Squadra                  | Comp       | Pres       | Reti       |
| -------- | ------------------------ | ---------- | ---------- | ---------- |
| 1965     | Furukawa Electric        | JSL        | ?          | ?          |
| 1966     | Furukawa Electric        | JSL        | ?          | ?          |
| 1967     | Furukawa Electric        | JSL        | ?          | ?          |
| 1968     | Furukawa Electric        | JSL        | ?          | ?          |
| 1969     | Furukawa Electric        | JSL        | ?          | ?          |
| 1970     | Furukawa Electric        | JSL        | ?          | ?          |
|          | Totale Furukawa Electric |            | 61         | 1          |